# Seznam nejvyšších hrází světa

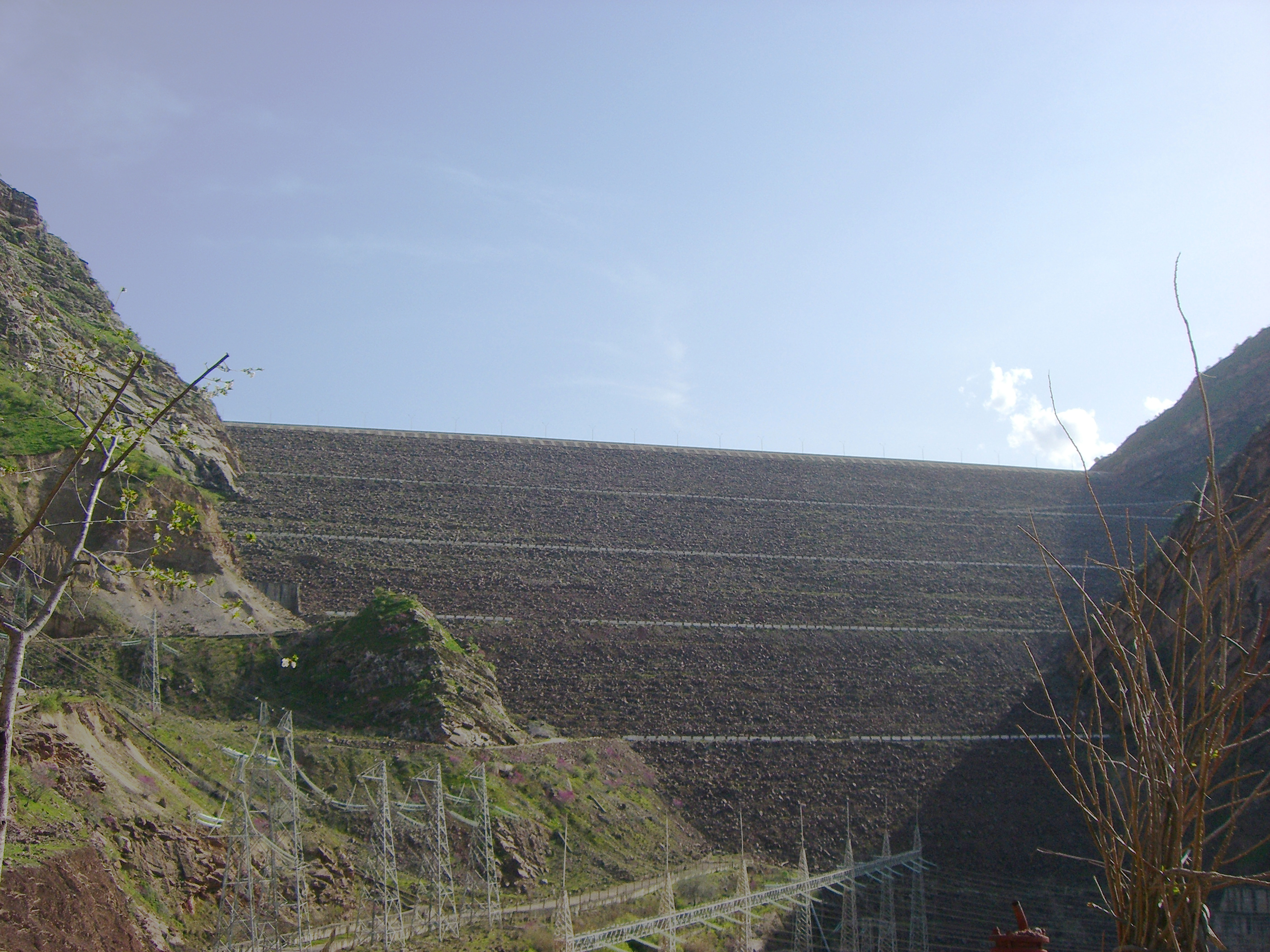
Nurecká přehrada je 304 metrů vysoká a je druhou nejvyšší hrází na světě.

Seznam nejvyšších hrází světa zachycuje hráze napříč říčními údolími, které jsou vyšší než 215 m. V případě dokončení vznikly za nimi přehradní nádrže. Od roku 2012 je nejvyšší přehradní hrází s 305 metry Ťin-pching I v Čínské lidové republice. 
V roce 1976 byla v Tádžikistánu zahájena výstavba Rogunské přehrady, jejíž hráz měla být 335 metrů vysoká. Stavba se však zastavila po kolapsu Sovětského svazu. Výstavba byla obnovena v roce 2008, opět zastavena v roce 2012 a znovu obnovena v roce 2017, v první fázi výstavby je však přehrada pouze 135 metrů vysoká.
| Přehrada                | Výška m | Místním jazykem              | Stát                   | Kontinent       | Řeka                   |
| ----------------------- | ------- | ---------------------------- | ---------------------- | --------------- | ---------------------- |
| Ťin-pching I            | 305     | 锦屏一级水电站               | Čína                   | Asie            | Ja-lung-ťiang          |
| Nurecká přehrada        | 304     | Нерӯгоҳи обии Норак          | Tádžikistán            | Asie            | Vachš                  |
| Liang-che-kchou         | 295     | 两河口水电站                 | Čína                   | Asie            | Ja-lung-ťiang          |
| Siao-wan                | 292     | 小湾水库                     | Čína                   | Asie            | Mekong                 |
| Si-luo-tu               | 285,5   | 溪洛渡水电站                 | Čína                   | Asie            | Jang-c’-ťiang          |
| Grande Dixence          | 285     | Barrage de la Grande-Dixence | Švýcarsko              | Evropa          | Dixence                |
| Ingurská přehrada       | 271,5   | ენგურის ჰიდროელექტროსადგური  | Gruzie                 | Asie / Evropa   | Inguri                 |
| Yusufelijská přehrada   | 270     | Yusufeli Barajı              | Turecko                | Asie            | Čoroch                 |
| Vajont                  | 261,6   | Diga del Vajont              | Itálie                 | Evropa          | Vajont                 |
| Chicoasén               | 261     | Embalse de Chicoasén         | Mexiko                 | Severní Amerika | Grijalva               |
| Tehri                   | 261     | തെഹ്‌രി അണക്കെട്ട്                   | Indie                  | Asie            | Bhagirathi             |
| Mauvoisin               | 250     | Lac de Mauvoisin             | Švýcarsko              | Evropa          | Drance de Bagnes       |
| La-si-wa                | 250     | 李家峡水库                   | Čína                   | Asie            | Žlutá řeka             |
| Derinerova přehrada     | 249     | Deriner Barajı               | Turecko                | Asie            | Čoroch                 |
| Guavio                  | 243     | Embalse del Guavio           | Kolumbie               | Jižní Amerika   | Guaviare               |
| Mica                    | 243     | Mica Dam                     | Kanada                 | Severní Amerika | Columbia               |
| Gilgel Gibe III         | 243     |                              | Etiopie                | Afrika          | Omo                    |
| Sajanošušenská přehrada | 242     | Саяно-Шушенская плотина      | Rusko                  | Asie            | Jenisej                |
| Er-tchan                | 240     | 二滩水电站                   | Čína                   | Asie            | Ja-lung-ťiang          |
| Čchang-che-pa           | 240     | 长河坝水电站                 | Čína                   | Asie            | Ta-tu-che              |
| La Esmeralda            | 237     | La represa de La Esmeralda   | Kolumbie               | Jižní Amerika   | Batá                   |
| Oroville (hráz)         | 235     | Oroville Dam                 | Spojené státy americké | Severní Amerika | Feather                |
| El Cajón                | 234     | La represa de El Cajón       | Honduras               | Severní Amerika | Comayagua              |
| Šuej-pu-ja              | 233     | 水布垭水电站                 | Čína                   | Asie            | Čching-ťiang           |
| Čirkejská přehrada      | 232,5   | Чиркейская плотина           | Rusko                  | Asie            | Sulak                  |
| Karún-4                 | 230     | سد کارون ۴                   | Írán                   | Asie            | Karún                  |
| Bhakra                  | 226     | भाखड़ा बांध                       | Indie                  | Asie            | Satladž                |
| Luzzone                 | 225     | Bogenstaumauer Luzzone       | Švýcarsko              | Evropa          | Brenno di Luzzone      |
| Hooverova přehrada      | 221,5   | Hoover Dam                   | Spojené státy americké | Severní Amerika | Colorado               |
| Ťiang-pching-che        | 221     | 江坪河水电站大坝             | Čína                   | Asie            | Lou-šuej               |
| Contra                  | 220     | Diga di Contra               | Švýcarsko              | Evropa          | Verzasca               |
| La Yesca                | 220     | Presa La Yesca               | Mexiko                 | Severní Amerika | Río Grande de Santiago |
| Mratinje                | 220     | Мратиње                      | Černá Hora             | Evropa          | Piva                   |
| Dworshakova přehrada    | 218,6   | Dworshak Dam                 | Spojené státy americké | Severní Amerika | Clearwater             |
| Lung-tchan              | 216,5   | 龙滩水电站                   | Čína                   | Asie            | Chung-šuej             |
| Glen Canyon             | 216,4   | Glen Canyon Dam              | Spojené státy americké | Severní Amerika | Colorado               |
| Toktogulská přehrada    | 215     | Токтогул                     | Kyrgyzstán             | Asie            | Naryn                  |
| Ta-kang-šan             | 210     | 大岗山水电站                 | Čína                   | Asie            | Ta-tu-che              |
| Kebanská přehrada       | 207     | Keban Barajı                 | Turecko                | Asie            | Eufrat                 |

## Ve výstavbě a nedokončené
| Přehrada          | Místním jazykem     | Stát        | Kontinent | Řeka      | Výška (m) |
| Rogunská přehrada | Нерӯгоҳи обии Роғун | Tádžikistán | Asie      | Vachš     | 335       |
| Bakhtiari         | سد بختیاری          | Írán        | Asie      | Bakhtiari | 325       |
| Šuang-ťiang-kchou | 双江口水电站        | Čína        | Asie      | Ta-tu-che | 312       |